# Матсов, Роман Вольдемарович
Рома́н Вольдема́рович Ма́тсов (эст. Roman Matsov; 27 апреля 1917, Петроград, ныне Санкт-Петербург, Россия — 24 августа 2001, Таллин, Эстония) — эстонский дирижёр и педагог. Народный артист Эстонской ССР (1967).

## Биография
Начал учиться музыке в Петрограде под руководством Марии Бариновой (фортепиано) и Виктора Заветновского (скрипка). В 1929 году репатриировался в Эстонию, окончил немецкую реальную школу в Таллине, в 1937—1938 гг. изучал философию в Тартуском университете. Затем перешёл в Таллинскую консерваторию и окончил её в 1940 году по классам Теодора Лембы (фортепиано) и Йоханнеса Паульсена (скрипка); изучал также композицию под руководством Артура Каппа. Одновременно в 1938—1940 гг. играл на скрипке в Симфоническом оркестре Эстонского радио. На выпускном экзамене исполнил фортепианный и скрипичный концерты П. И. Чайковского. Совершенствовался в Берлине под руководством Георга Куленкампфа (скрипка) и Вальтера Гизекинга (фортепиано) и в Ленинградской консерватории у Самария Савшинского (фортепиано) и Ованеса Налбандяна (скрипка).
С началом Великой Отечественной войны добровольцем отправился на фронт. Воевал в составе 2-го стрелкового полка 1-й стрелковой дивизии ополчения. С сентября 1941 года был командиром стрелковой роты 25-го стрелкового полка 44-й стрелковой дивизии, младший лейтенант. Воевал на Ленинградском фронте. Участвовал в обороне Ленинграда. 12 октября 1941 года был контужен, а 18 октября 1941 года — тяжело ранен. До апреля 1942 года находился в госпитале, после чего был уволен из армии.
Тяжёлое ранение поставило крест на исполнительской карьере. В 1943 году дебютировал как дирижёр симфонического оркестра Государственного художественного ансамбля Эстонской ССР, размещавшегося в эвакуации в Ярославле. В 1944 году становится дирижёром, а в 1950—1963 годы — главным дирижёром симфонического оркестра Эстонского радио и телевидения (с 1975 года — Государственный симфонический оркестр Эстонской ССР). С 1944 года преподавал в Таллинской консерватории (с 1977 года — профессор).
Сын Марк Матсов (1943—2011), писатель, кинокритик и сценарист.

## Награды и звания
- орден Отечественной войны II степени (11.03.1985)
- орден Трудового Красного Знамени (30.12.1956)
- орден Красной Звезды (22.07.1945)
- орден Белой звезды 3 класса (2001)
- медали
- Народный артист Эстонской ССР (1967)
- Заслуженный артист Эстонской ССР (1954)
- 2-я премия Всесоюзного смотра дирижёров (1946)